# Bruno Soares
Bruno Fraga Soares (* 27. února 1982 Belo Horizonte) je brazilský profesionální tenista, který se specializuje na čtyřhru. Na newyorském grandslamu US Open 2012 získal s Jekatěrinou Makarovovou titul ve smíšené čtyřhře a v roce 2014 triumf zopakoval společně se Saniou Mirzaovou z Indie. Na Australian Open 2016 triumfoval v mužské čtyřhře po boku Brita Jamieho Murrayho a s ruskou tenistkou Jelenou Vesninovou zvítězil v soutěži smíšených dvojic. Čtyřhru na US Open ovládl roku 2016 s Murraym a vedle Chorvata Mateho Paviće v roce 2020.
Ve své dosavadní kariéře na okruhu ATP Tour vyhrál třicet pět deblových turnajů. Na challengerech ATP a okruhu ITF získal pět titulů ve dvouhře a třicet čtyři ve čtyřhře.
Na žebříčku ATP byl ve dvouhře nejvýše klasifikován v březnu 2004 na 221. místě a ve čtyřhře pak v říjnu 2016 na 2. místě. Od roku 2008 ho trénuje starší bratr Daniel Melo. Koučem je také Hugo Daibert.
Společně s Dušanem Vemićem se probojoval do semifinále čtyřhry na pařížském French Open 2008, v němž po třísetové bitvě podlehli uruguaysko-peruánské dvojici Pablo Cuevas a Luis Horna, která grandslam vyhrála.
V brazilském daviscupovém týmu debutoval v roce 2005 čtvrtfinálovým utkáním 2. skupiny Americké zóny proti Kolumbii, v němž vyhrál dvouhru i čtyřhru. Do září 2018 v soutěži nastoupil k sedmnácti mezistátním utkáním s bilancí 2–0 ve dvouhře a 14–3 ve čtyřhře.
Brazílii reprezentoval na londýnských Letních olympijských hrách 2012, na nichž se tenisový turnaj odehrál v All England Clubu.

## Finále na Grand Slamu

### Mužská čtyřhra: 6 (3–3)
| Stav      | rok  | turnaj          | povrch | spoluhráč      | soupeři ve finále                          | výsledek      |
| --------- | ---- | --------------- | ------ | -------------- | ------------------------------------------ | ------------- |
| Finalista | 2013 | US Open         | tvrdý  | Alexander Peya | Leander Paes Radek Štěpánek                | 1–6, 3–6      |
| Vítěz     | 2016 | Australian Open | tvrdý  | Jamie Murray   | Daniel Nestor Radek Štěpánek               | 2–6, 6–4, 7–5 |
| Vítěz     | 2016 | US Open         | tvrdý  | Jamie Murray   | Pablo Carreño Busta Guillermo García-López | 6–2, 6–3      |
| Vítěz     | 2020 | US Open         | tvrdý  | Mate Pavić     | Wesley Koolhof Nikola Mektić               | 7–5, 6–3      |
| Finalista | 2020 | French Open     | antuka | Mate Pavić     | Kevin Krawietz Andreas Mies                | 3–6, 5–7      |
| Finalista | 2021 | US Open         | tvrdý  | Jamie Murray   | Rajeev Ram Joe Salisbury                   | 6–3, 2–6, 2–6 |

### Smíšená čtyřhra: 4 (3–1)
| Stav      | rok  | turnaj          | povrch | spoluhráčka           | soupeři ve finále                    | výsledek                |
| --------- | ---- | --------------- | ------ | --------------------- | ------------------------------------ | ----------------------- |
| Vítěz     | 2012 | US Open         | tvrdý  | Jekatěrina Makarovová | Květa Peschkeová Marcin Matkowski    | 6–7(8–10), 6–1, [12–10] |
| Finalista | 2013 | Wimbledon       | tráva  | Lisa Raymondová       | Kristina Mladenovicová Daniel Nestor | 7–5, 2–6, 6–8           |
| Vítěz     | 2014 | US Open         | tvrdý  | Sania Mirzaová        | Abigail Spearsová Santiago González  | 6–1, 2–6, [11–9]        |
| Vítěz     | 2016 | Australian Open | tvrdý  | Jelena Vesninová      | Coco Vandewegheová Horia Tecău       | 6–4, 4–6, [10–5]        |

## Finále na okruhu ATP Tour

### Čtyřhra: 68 (35–33)
| Legenda (před / od 2009)                           |
| -------------------------------------------------- |
| Grand Slam (3–3)                                   |
| Turnaj mistrů (0)                                  |
| ATP Masters Series / ATP Tour Masters 1000 (4–9)   |
| ATP International Series Gold / ATP Tour 500 (9–6) |
| ATP International Series / ATP Tour 250 (19–15)    |

| Stav      | č.  | datum             | turnaj                                   | povrch     | spoluhráč      | soupeři ve finále                          | výsledek                    |
| --------- | --- | ----------------- | ---------------------------------------- | ---------- | -------------- | ------------------------------------------ | --------------------------- |
| Vítěz     | 1.  | 16. června 2008   | Nottingham, Spojené království           | tráva      | Kevin Ullyett  | Jeff Coetzee Jamie Murray                  | 6–2, 7–6(7–5)               |
| Finalista | 1.  | 10. srpna 2008    | Washington, D.C., Spojené státy          | tvrdý      | Kevin Ullyett  | Marc Gicquel Robert Lindstedt              | 6–7(6–8), 3–6               |
| Finalista | 2.  | 29. srpna 2009    | New Haven, Spojené státy                 | tvrdý      | Kevin Ullyett  | Julian Knowle Jürgen Melzer                | 4–6, 6–7(3–7)               |
| Vítěz     | 2.  | 25. října 2009    | Stockholm, Švédsko                       | tvrdý (h)  | Kevin Ullyett  | Simon Aspelin Paul Hanley                  | 6–4, 7–6(7–4)               |
| Finalista | 3.  | 11. ledna 2010    | Auckland, Nový Zéland                    | tvrdý      | Marcelo Melo   | Marcus Daniell Horia Tecău                 | 5–7, 4–6                    |
| Vítěz     | 3.  | 22. května 2010   | Nice, Francie                            | antuka     | Marcelo Melo   | Rohan Bopanna Ajsám Kúreší                 | 1–6, 6–3, [10–5]            |
| Finalista | 4.  | 1. srpna 2010     | Gstaad, Švýcarsko                        | antuka     | Marcelo Melo   | Johan Brunström Jarkko Nieminen            | 3–6, 7–6(7–4), [9–11]       |
| Finalista | 5.  | 26. září 2010     | Mety, Francie                            | tvrdý      | Marcelo Melo   | Dustin Brown Rogier Wassen                 | 3–6, 3–6                    |
| Vítěz     | 4.  | 5. února 2011     | Santiago, Chile                          | antuka     | Marcelo Melo   | Łukasz Kubot Oliver Marach                 | 6–3, 7–6(7–3)               |
| Vítěz     | 5.  | 12. února 2011    | Costa do Sauípe, Brazílie                | antuka     | Marcelo Melo   | Pablo Andújar Daniel Gimeno-Traver         | 7–6(7–4), 6–3               |
| Finalista | 6.  | 26. února 2011    | Acapulco, Mexiko                         | antuka     | Marcelo Melo   | Victor Hănescu Horia Tecău                 | 1–6, 3–6                    |
| Finalista | 7.  | 17. dubna 2011    | Monte Carlo, Monako                      | antuka     | Juan I. Chela  | Bob Bryan Mike Bryan                       | 3–6, 2–6                    |
| Finalista | 8.  | 23. října 2011    | Stockholm, Švédsko                       | tvrdý (h)  | Marcelo Melo   | Rohan Bopanna Ajsám Kúreší                 | 1–6, 3–6                    |
| Vítěz     | 6.  | 19. února 2012    | São Paulo, Brazílie                      | antuka     | Eric Butorac   | Michal Mertiňák André Sá                   | 3–6, 6–4, [10–8]            |
| Finalista | 9.  | 15. července 2012 | Båstad, Švédsko                          | antuka     | Alexander Peya | Robert Lindstedt Horia Tecău               | 3–6, 6–7(5–7)               |
| Vítěz     | 7.  | 30. září 2012     | Kuala Lumpur, Malajsie                   | tvrdý (h)  | Alexander Peya | Colin Fleming Ross Hutchins                | 5–7, 7–5, [10–7]            |
| Vítěz     | 8.  | 7. října 2012     | Tokio, Japonsko                          | tvrdý      | Alexander Peya | Leander Paes Radek Štěpánek                | 6–3, 7–6(7–5)               |
| Vítěz     | 9.  | 21. října 2012    | Stockholm, Švédsko                       | tvrdý (h)  | Marcelo Melo   | Robert Lindstedt Nenad Zimonjić            | 6–7(4–7), 7–5, [10–6]       |
| Vítěz     | 10. | 28. října 2012    | Valencie, Španělsko                      | tvrdý (h)  | Alexander Peya | David Marrero Fernando Verdasco            | 6–3, 6–2                    |
| Vítěz     | 11. | 12. ledna 2013    | Auckland, Nový Zéland                    | tvrdý      | Colin Fleming  | Johan Brunström Frederik Nielsen           | 7–6(7–1), 7–6(7–2)          |
| Vítěz     | 12. | 17. února 2013    | São Paulo, Brazílie                      | antuka (h) | Alexander Peya | František Čermák Michal Mertiňák           | 6–7(5–7), 6–2, [10–7]       |
| Vítěz     | 13. | 28. dubna 2013    | Barcelona, Španělsko                     | antuka     | Alexander Peya | Robert Lindstedt Daniel Nestor             | 5–7, 7–6(9–7), [10–4]       |
| Finalista | 10. | 12. května 2013   | Madrid, Španělsko                        | antuka     | Alexander Peya | Bob Bryan Mike Bryan                       | 2-6, 3-6                    |
| Finalista | 11. | 16. června 2013   | Londýn, Spojené království               | tráva      | Alexander Peya | Bob Bryan Mike Bryan                       | 6–4, 5–7, [3–10]            |
| Vítěz     | 14. | 21. června 2013   | Eastbourne, Spojené království           | tráva      | Alexander Peya | Colin Fleming Jonathan Marray              | 3–6, 6–3, [10–8]            |
| Finalista | 12. | 21. července 2013 | Hamburk, Německo                         | tráva      | Alexander Peya | Mariusz Fyrstenberg Marcin Matkowski       | 6–3, 1–6, [8–10]            |
| Vítěz     | 15. | 11. srpna 2013    | Montréal, Kanada                         | tvrdý      | Alexander Peya | Andy Murray Colin Fleming                  | 6–4, 7–6(7–4)               |
| Finalista | 13. | 7. září 2013      | US Open, New York, Spojené státy         | tvrdý      | Alexander Peya | Leander Paes Radek Štěpánek                | 1–6, 3–6                    |
| Vítěz     | 16. | 27. října 2013    | Valencie, Španělsko                      | tvrdý (h)  | Alexander Peya | Bob Bryan Mike Bryan                       | 7–6(7–3), 6–7(1–7), [13–11] |
| Finalista | 14. | 3. listopadu 2013 | Paříž, Francie                           | tvrdý (h)  | Alexander Peya | Bob Bryan Mike Bryan                       | 3–6, 3–6                    |
| Finalista | 15. | 3. ledna 2014     | Dauhá, Katar                             | tvrdý      | Alexander Peya | Tomáš Berdych Jan Hájek                    | 2–6, 4–6                    |
| Finalista | 16. | 11. ledna 2014    | Auckland, Nový Zéland                    | tvrdý      | Alexander Peya | Julian Knowle Marcelo Melo                 | 6–4, 3–6, [5–10]            |
| Finalista | 17. | 16. března 2014   | Indian Wells, Spojené státy              | tvrdý      | Alexander Peya | Bob Bryan Mike Bryan                       | 4–6, 3–6                    |
| Vítěz     | 17. | 15. června 2014   | Queen's Club, Londýn, Spojené království | tráva      | Alexander Peya | Jamie Murray John Peers                    | 4–6, 7–6(7–4), [10–4]       |
| Finalista | 18. | 21. června 2014   | Eastbourne, Spojené království           | tráva      | Alexander Peya | Treat Conrad Huey Dominic Inglot           | 5–7, 7–5, [8–10]            |
| Finalista | 19. | 20. července 2014 | Hamburk, Německo                         | antuka     | Alexander Peya | Marin Draganja Florin Mergea               | 4–6, 5–7                    |
| Vítěz     | 18. | 10. srpna 2014    | Toronto, Kanada                          | tvrdý      | Alexander Peya | Ivan Dodig Marcelo Melo                    | 6–4, 6–3                    |
| Vítěz     | 19. | 3. května 2015    | Mnichov, Německo                         | antuka     | Alexander Peya | Alexander Zverev Mischa Zverev             | 4–6, 6–1, [10–5]            |
| Finalista | 20. | 14. června 2015   | Stuttgart, Německo                       | tráva      | Alexander Peya | Rohan Bopanna Florin Mergea                | 5–7, 6–2, [10–7]            |
| Vítěz     | 20. | 1. listopadu 2015 | Basilej, Švýcarsko                       | tvrdý (h)  | Alexander Peya | Jamie Murray John Peers                    | 7–5, 7–5                    |
| Vítěz     | 21. | 16. ledna 2016    | Sydney, Austrálie                        | tvrdý      | Jamie Murray   | Rohan Bopanna Florin Mergea                | 6–3, 7–6(8–6)               |
| Vítěz     | 22. | 30. ledna 2016    | Australian Open, Melbourne, Austrálie    | tvrdý      | Jamie Murray   | Daniel Nestor Radek Štěpánek               | 2–6, 6–4, 7–5               |
| Finalista | 21. | 17. dubna 2016    | Monte Carlo, Monako                      | antuka     | Jamie Murray   | Pierre-Hugues Herbert Nicolas Mahut        | 6–4, 0–6, [6–10]            |
| Finalista | 22. | 31. července 2016 | Toronto, Kanada                          | tvrdý      | Jamie Murray   | Ivan Dodig Marcelo Melo                    | 4–6, 4–6                    |
| Vítěz     | 23. | 10. září 2016     | US Open, New York, Spojené státy         | tvrdý      | Jamie Murray   | Pablo Carreño Busta Guillermo García-López | 6–2, 6–3                    |
| Finalista | 23. | 14. ledna 2017    | Sydney, Austrálie                        | tvrdý      | Jamie Murray   | Wesley Koolhof Matwé Middelkoop            | 3–6, 5–7                    |
| Vítěz     | 24. | 4. března 2017    | Acapulco, Mexiko                         | tvrdý      | Jamie Murray   | John Isner Feliciano López                 | 6–3, 6–3                    |
| Vítěz     | 25. | 18. června 2017   | Stuttgart, Německo                       | tráva      | Jamie Murray   | Oliver Marach Mate Pavić                   | 6–7(4–7), 7–5, [10–5]       |
| Vítěz     | 26. | 25. června 2017   | Queen's Club, Spojené království         | tráva      | Jamie Murray   | Julien Benneteau Édouard Roger-Vasselin    | 6–2, 6–3                    |
| Finalista | 24. | 20. srpna 2017    | Cincinnati, Spojené státy                | tvrdý      | Jamie Murray   | Pierre-Hugues Herbert Nicolas Mahut        | 6–7(6–8), 4–6               |
| Finalista | 25. | 8. srpna 2017     | Tokio, Japonsko                          | tvrdý      | Jamie Murray   | Ben McLachlan Jasutaka Učijama             | 4–6, 6–7(1–7)               |
| Finalista | 26. | 6. ledna 2018     | Dauhá, Katar                             | tvrdý      | Jamie Murray   | Oliver Marach Mate Pavić                   | 2–6, 6–7(6–8)               |
| Vítěz     | 27. | 3. března 2018    | Acapulco, Mexiko                         | tvrdý      | Jamie Murray   | Bob Bryan Mike Bryan                       | 7–6(7–4), 7–5               |
| Finalista | 27. | 24. června 2018   | Queen's Club, Londýn, Spojené království | tráva      | Jamie Murray   | Henri Kontinen John Peers                  | 4–6, 3–6                    |
| Vítěz     | 28. | 5. srpna 2018     | Washington, D.C., Spojené státy          | tvrdý      | Jamie Murray   | Mike Bryan Édouard Roger-Vasselin          | 3–6, 6–3, [10–4]            |
| Vítěz     | 29. | 19. srpna 2018    | Cincinnati, Spojené státy                | tvrdý      | Jamie Murray   | Juan Sebastián Cabal Robert Farah          | 4–6, 6–3, [10–6]            |
| Finalista | 28. | 14. října 2018    | Šanghaj, Čína                            | tvrdý      | Jamie Murray   | Łukasz Kubot Marcelo Melo                  | 4–6, 2–6                    |
| Vítěz     | 30. | 12. ledna 2019    | Sydney, Austrálie (2)                    | tvrdý      | Jamie Murray   | Juan Sebastián Cabal Robert Farah          | 6–4, 6–3                    |
| Finalista | 29. | 28. dubna 2019    | Barcelona, Španělsko                     | antuka     | Jamie Murray   | Juan Sebastián Cabal Robert Farah          | 4–6, 6–7(4–7)               |
| Vítěz     | 31. | 16. června 2019   | Stuttgart, Německo (2)                   | tráva      | John Peers     | Rohan Bopanna Denis Shapovalov             | 7–5, 6–3                    |
| Vítěz     | 32. | 13. října 2019    | Šanghaj, Čína                            | tvrdý      | Mate Pavić     | Łukasz Kubot Marcelo Melo                  | 6–4, 6–2                    |
| Finalista | 30. | 20. října 2019    | Stockholm, Švédsko                       | tvrdý (h)  | Mate Pavić     | Henri Kontinen Édouard Roger-Vasselin      | 4–6, 2–6                    |
| Vítěz     | 33. | 10. září 2020     | US Open, New York, Spojené státy (2)     | tvrdý      | Mate Pavić     | Wesley Koolhof Nikola Mektić               | 7–5, 6–3                    |
| Finalista | 31. | 10. října 2020    | French Open, Paříž, Francie              | tvrdý      | Mate Pavić     | Kevin Krawietz Andreas Mies                | 3–6, 5–7                    |
| Finalista | 32. | 8. listopadu 2020 | Paříž, Francie                           | tvrdý (h)  | Mate Pavić     | Félix Auger-Aliassime Hubert Hurkacz       | 7–6(7–3), 6–7(7–9), [2–10]  |
| Vítěz     | 34. | 7. února 2021     | Melbourne, Austrálie                     | tvrdý      | Jamie Murray   | Juan Sebastián Cabal Robert Farah          | 6–3, 7–6(9–7)               |
| Finalista | 33. | 10. září 2021     | US Open, New York, Spojené státy         | tvrdý      | Jamie Murray   | Rajeev Ram Joe Salisbury                   | 6–3, 2–6, 2–6               |
| Vítěz     | 35. | říjen 2021        | Petrohrad, Rusko                         | tvrdý (h)  | Jamie Murray   | Hugo Nys Andrej Golubjev                   | 6–3, 6–4                    |

## Postavení na konečném žebříčku ATP

### Čtyřhra
| Rok    | 2000 | 2001   | 2002   | 2003   | 2004   | 2005   | 2006    | 2007   | 2008  | 2009  | 2010  | 2011  | 2012  | 2013 | 2014  | 2015  | 2016 | 2017  | 2018 | 2019  | 2020 |
| Pořadí | 843. | ▲ 484. | ▲ 286. | ▲ 234. | ▲ 116. | ▼ 238. | ▼ 1631. | ▲ 189. | ▲ 23. | ▲ 22. | ▼ 35. | ▲ 19. | ▬ 19. | ▲ 3. | ▼ 10. | ▼ 22. | ▲ 3. | ▼ 10. | ▲ 7. | ▼ 21. | ▲ 6. |